# Ho visto brillare le stelle
Ho visto brillare le stelle è un film del 1939 diretto da Enrico Guazzoni.